# Формула Бернулли
Формула Бернулли — формула в теории вероятностей, позволяющая находить вероятность появления события {\displaystyle A} определённое количество раз при любом числе независимых испытаний. Формула Бернулли позволяет избавиться от большого числа вычислений — сложения и умножения вероятностей — при достаточно большом количестве испытаний. Названа в честь выдающегося швейцарского математика Якоба Бернулли, который вывел эту формулу.

## Формулировка
Теорема. Если вероятность {\displaystyle p} наступления некоторого события в каждом испытании постоянна, то вероятность {\displaystyle P_{n}^{k}} того, что данное событие наступит ровно {\displaystyle k} раз в {\displaystyle n} независимых испытаниях, равна {\displaystyle P_{n}^{k}=C_{n}^{k}p^{k}q^{n-k}}, где {\displaystyle q=1-p}.

## Доказательство
Пусть проводится {\displaystyle n} независимых испытаний, причём известно, что в результате каждого испытания событие {\displaystyle A} наступает с вероятностью {\displaystyle P(A)=p} и, следовательно, не наступает с вероятностью {\displaystyle P({\bar {A}})=1-p=q}. Пусть также в ходе испытаний вероятности {\displaystyle p} и {\displaystyle q} остаются неизменными. Какова вероятность того, что в результате {\displaystyle n} независимых испытаний событие {\displaystyle A} наступит ровно {\displaystyle k} раз?
Оказывается можно точно подсчитать число «удачных» комбинаций исходов испытаний, для которых событие {\displaystyle A} наступает {\displaystyle k} раз в {\displaystyle n} независимых испытаниях, — в точности это количество сочетаний из {\displaystyle n} по {\displaystyle k}:
{\displaystyle C_{n}^{k}={\frac {n!}{k!(n-k)!}}.}
В то же время, так как все испытания независимы и их исходы несовместимы (событие {\displaystyle A} либо наступает, либо нет), то вероятность получения «удачной» комбинации в точности равна {\displaystyle p^{k}q^{n-k}}.
Окончательно, для того чтобы найти вероятность того, что в {\displaystyle n} независимых испытаниях событие {\displaystyle A} наступит ровно {\displaystyle k} раз, нужно сложить вероятности получения всех «удачных» комбинаций. Вероятности получения всех «удачных» комбинаций одинаковы и равны {\displaystyle p^{k}q^{n-k}}, количество «удачных» комбинаций равно {\displaystyle C_{n}^{k}}, поэтому окончательно получаем:
{\displaystyle P_{n}^{k}=C_{n}^{k}p^{k}q^{n-k}=C_{n}^{k}p^{k}(1-p)^{n-k}.}
Последнее выражение есть ни что иное, как Формула Бернулли. Полезно также заметить, что в силу полноты группы событий будет справедливо
{\displaystyle \sum _{k=0}^{n}(P_{n}^{k})=1.}